# Sacrificio de Isaac (Donatello)

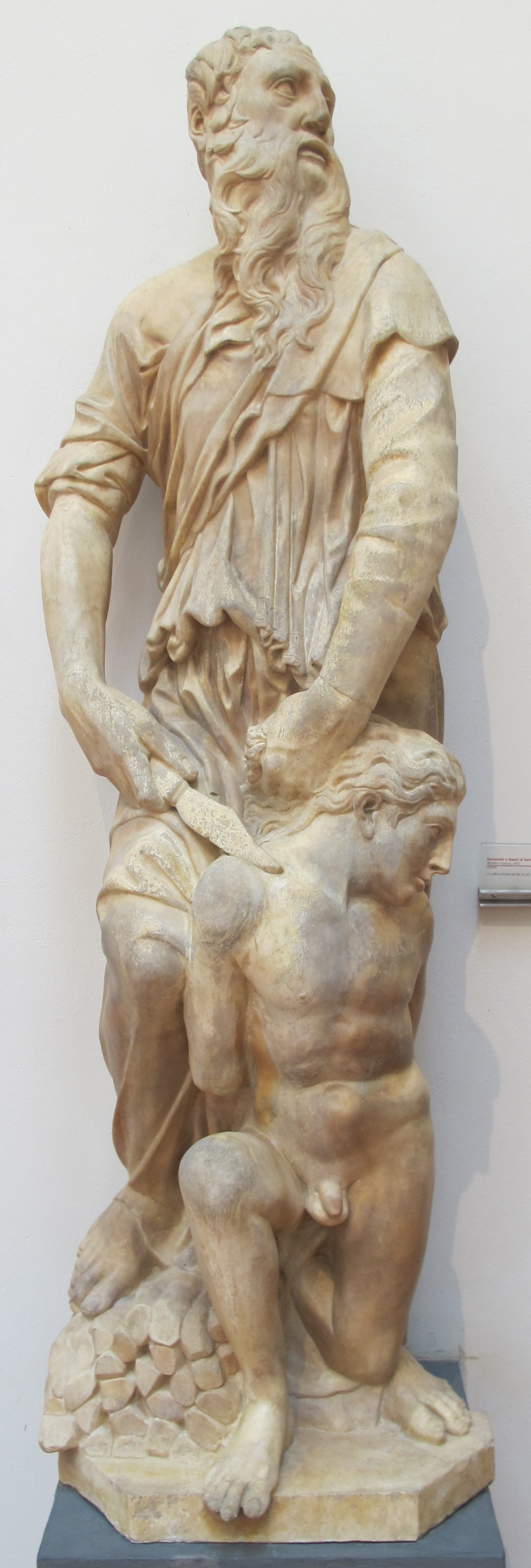
Sacrificio de Isaac de Donatello.

El Sacrificio de Isaac es una escultura del renacimiento italiano realizada en 1421 por el escultor Donatello y su ayudante Nanni di Bartolo. Se conserva en el Museo dell'Opera del Duomo (Florencia).

## Historia
El documento del encargo de la escultura para el campanario de la catedral de Florencia, se firmó el 10 de marzo de 1421, ante la presencia de Nanni di Bartolo, donde se aceptó la realización entre ambos escultores; sin embargo, la mayor parte de los historiadores de arte, le dan la paternidad de su ejecución a Donatello. En el año 1937, la escultura fue trasladada al Museo dell'Opera del Duomo (Florencia), colocándose una copia en el exterior.

## Descripción
La escultura fue realizada para su colocación en el tercer orden del campanario construido por Giotto para Santa María del Fiore, en su lado del este.
Destaca esta escultura de las otras de su entorno, que se compone de dos figuras, colocadas en una composición, de manera que ocupan el mismo espacio dentro de su hornacina correspondiente, que las otras compañeras de los profetas Imberbe, Pensativo (ambas de Donatello) y el Profeta barbudo de Nanni de Bartolo.
Está representado Abraham en el momento del ofrecimiento en sacrificio de su hijo Isaac, con la pierna derecha apoyada sobre un haz de leña y con el cuchillo en la mano junto al cuello de Isaac, al que sujeta con la otra el cabello, en este grupo escultórico, al revés que en las de los otros profetas el movimiento no se consigue con las vestiduras, sino por la torsión y la anatomía de los cuerpos.